# Jan Lipavský
Jan Lipavský (Prága, 1985. július 2. –) cseh politikus, a Cseh Kalózpárt tagja, 2021 óta Csehország külügyminisztere.
Elkötelezett a nyugati országokkal való kapcsolatépítés és az euroatlanti szövetség mellett; ezekhez képest a Visegrádi Együttműködést másodlagosnak tartja. Kritikus Kína és Oroszország politikájával szemben.

## Pályafutása
A 2021-es választáson a Cseh Kalózpártot tagjai között tudó Kalózok és Polgármesterek szövetség a harmadik helyet szerezte meg. A választások után koalícióra léptek a győztes Spolu pártszövetséggel, így Petr Fiala alakíthatott kormányt. A kabinet külügyminisztere Jan Lipavský lett; Miloš Zeman 2021. december 17-én nevezte ki a kormány többi tagjával együtt. Az elnök ugyanakkor nem szívesen tette ezt, mert politikai nézeteik szinte mindenben ellentétesek.